# Стежару (Горж)
Стежару (рум. Stejaru) насеље је у Румунији у округу Горж у општини Рошија Де Амарадија. Oпштина се налази на надморској висини од 468 m.

## Становништво
Према подацима из 2002. године у насељу је живело 112 становника, од којих су сви румунске националности.